# Potts Camp
La ville américaine de Potts Camp est située dans le comté de Marshall, dans l’État du Mississippi. Lors du recensement de 2000, sa population s’élevait à 494 habitants.

## Source
- (en) Cet article est partiellement ou en totalité issu de l’article de Wikipédia en anglais intitulé « Potts Camp, Mississippi » (voir la liste des auteurs).